# Klembiwka
Klembiwka (ukrainisch Клембівка; russisch Клембовка Klembowka) ist ein Dorf in der ukrainischen Oblast Winnyzja mit etwa 3400 Einwohnern (2024).
Das Dorf wurde Anfang des 17. Jahrhunderts erstmals schriftlich erwähnt.
Die Ortschaft liegt an beiden Ufern der Russawa (Русава), einem 78 km langen, linken Nebenfluss des Dnister  21 km nordöstlich vom Rajonzentrum Jampil, 10 km nordöstlich von Dsyhiwka und 1100 km südlich vom Oblastzentrum Winnyzja.
Durch das Dorf verläuft die Regionalstraße P–08.
Am 12. Juni 2020 wurde das Dorf ein Teil der neugegründeten Stadtgemeinde Jampil, bis dahin bildete es die gleichnamige Landratsgemeinde Klembiwka (Клембівська сільська рада/Klembiwska silska rada) im Norden des Rajons Jampil.
Am 17. Juli 2020 kam es im Zuge einer großen Rajonsreform zum Anschluss des Rajonsgebietes an den Rajon Mohyliw-Podilskyj.